# Sint-Annakerk (Maastricht)
De Sint-Annakerk is een rooms-katholiek kerkgebouw, gelegen aan de Dr. Van Kleefstraat 12 in de Maastrichtse buurt Brusselsepoort. Het gebouw is geclassificeerd als gemeentelijk monument.

## Geschiedenis
Ten gevolge van woningbouw aan de Bilserbaan en de latere Via Regia, werd in juli 1955 een parochie in deze nieuwe woonwijk van Maastricht-West gesticht. Deze werd afgesplitst van de Sint-Lambertusparochie en de parochie Caberg. De wijding aan Sint-Anna kwam voort uit het vlakbij gelegen Ziekenhuis Sint Annadal, dat eveneens naar deze heilige was vernoemd. Men startte in een noodkerk aan de Bilserbaan, terwijl in 1963-64 een nieuwe kerk aan de Dr. Van Kleefstraat werd gebouwd onder architectuur van Theo Boosten. Op 27 juli 1964 werd de nieuwe kerk in gebruik genomen.
Na de sluiting van de Sint-Lambertuskerk wegens bouwvalligheid in 1985, fuseerde deze parochie in 1995 met die van Sint-Anna. Vanwege het teruglopend kerkbezoek en het tekort aan priesters werd vanaf 2000 in een parochiecluster samengewerkt met de Sint-Servaasparochie. Het pastoraal team van dit cluster, bestaande uit deken John Dautzenberg en kapelaan Henyer Garcia, bediende daarna ook de St. Anna-Lambertusparochie. Vanaf 1 januari 2021 is de parochie St. Anna/Lambertus gefuseerd met die van St. Theresia/Jozef (Biesland/Belfort). Het pastoraal team bestaat sindsdien uit deken John Dautzenberg, pastoor A. van den Berg en kapelaan Nicholas Pethuru.

## Gebouw

### Exterieur
De Sint-Annakerk is een moderne zaalkerk met gebogen betonnen muren, die bekleed zijn met mergel, en een plat dak. De plattegrond van de kerk is in feite een cirkel waaruit segmenten zijn weggesneden, waardoor een kruisvorm met gebogen lijnen is ontstaan. Aan het uiteinde van drie van de vier kruisarmen is een ingang; de vierde kruisarm wordt gevormd door het koor. Licht treedt binnen door hoge smalle vensters aan de koorzijde, en door kleine vierkante vensters in de zijwanden. Aan de noordzijde bevindt zich een rechthoekige aanbouw, die als parochiezaal dienstdoet (in 2002 verbouwd). De kerk bezit geen kerktoren.

### Interieur
Het interieur is vrij sober. Een vernieuwing uit de jaren zestig was de aanwezigheid van biechtruimten in plaats van biechtstoelen. De kerk telt 900 zitplaatsen. De lezenaar op het priesterkoor is ontworpen door de architect Wiel Arets. Het tabernakel en de hardstenen doopvont zijn beide van Gène Eggen (de laatste oorspronkelijk voor de Pastoor van Arskerk in Kerkrade-Hopel).
Het kerkorgel is in 1962 gebouwd door Flentrop Orgelbouw uit Zaandam en werd in 1964 overgenomen van de Onze-Lieve-Vrouwebasiliek, waar het tijdelijk stond opgesteld in verband met de restauratie van het hoofdorgel.

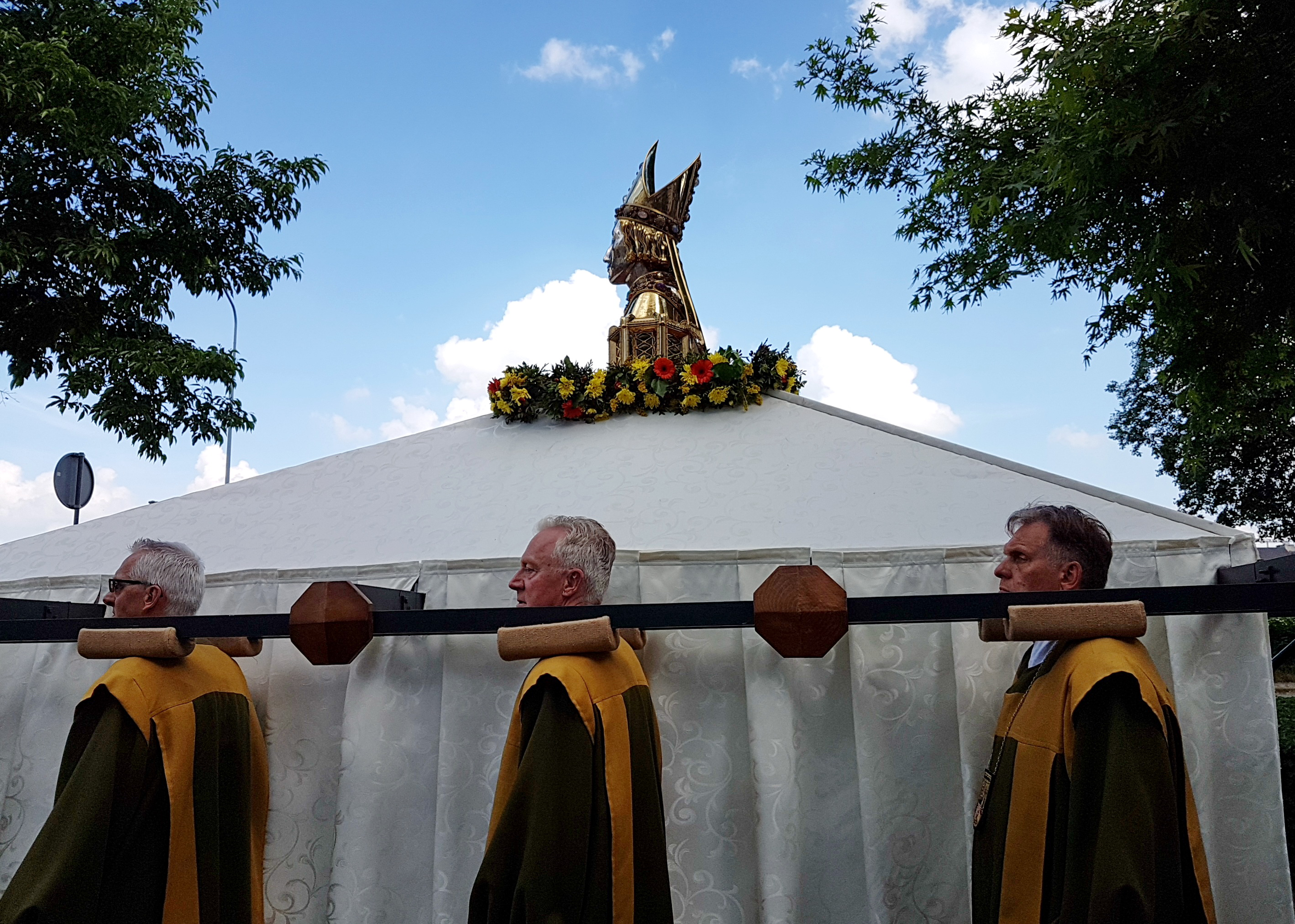
Dragersgilde met de reliekbuste van Sint-Lambertus tijdens de heiligdomsvaart (2018)

Het belangrijkste kunstwerk in de Sint-Annakerk is wellicht het borstbeeld van Sint-Lambertus, dat zich pas vanaf 2004 in deze kerk bevindt. In 1937 verwierf de Sint-Lambertuskerk een reliek van de heilige bisschop Lambertus, de enige in Maastricht geboren heilige. Het reliek werd door tweeduizend Maastrichtenaren in twee extra treinen vanuit Luik opgehaald en werd dat jaar in de heiligdomsvaartprocessie meegevoerd. Een jaar later bestelde pastoor Linssen bij Edelsmidse Brom in Utrecht een verguld zilveren en met edelstenen bezette reliekhouder in de vorm van een borstbeeld. Het beeld ging al snel tot de vier grote stadsdevoties van Maastricht behoren, samen met de Sterre der Zee, de Zwarte Christus van Wyck en het borstbeeld van Sint-Servaas. Sinds 2018 is in de Annakerk een aparte kapel ingericht voor de Lambertusbuste. Het Dragersgilde Sint-Lambertus (sinds 1981) en de Broederschap Sint Lambertus (1993) richten zich op de devotie van deze heilige.
De kerk bezit diverse andere heiligenbeelden en kunstwerken. Een mozaïek met een voorstelling van Anna te Drieën is van de hand van Eugène Laudy. Beeldhouwer Charles Vos vervaardigde een piëta en Sjef Eijmael een zittende Madonna. Laatstgenoemde kunstenaar is ook de maker van het reliëf De schepping bij de ingang aan de Dr. Van Kleefstraat. De zestien gebeeldhouwde kruiswegstaties zijn van de hand van Frans Cox (in 1974 gemaakt voor de Sint-Paulusbekeringkerk in Epen). Sinds 2007 bezit de kerk een bronzen kopie van de (houten) Anna te Drieën van Jan van Steffenswert in de schatkamer van de Sint-Servaasbasiliek.